# Програмна платформа Petrel

Petrel. Тривимірна геологічна модель (приклад).

Petrel — це програмна платформа фірми Schlumberger, що використовується у секторі розвідки та видобутку у нафтовій промисловості.
Програмне забезпечення Petrel для геологічного моделювання об'єднує в єдиний технологічний ланцюжок геофізику, геологію і розробку родовищ.
У робочий проект Petrel завантажується уся наявна геолого-геофізична інформація по площі робіт. В першу чергу до робочого проекту імпортуються наступні дані по свердловинах:
- Координати устя свердловин, альтитуди, дані вимірів інклінометрії (використовуються для створення траєкторій свердловин у моделі). У випадку, якщо необхідно точно повторити в моделі траєкторії свердловин, розрахованих маркшейдерською службою, рекомендується створювати траєкторію через позиційний каротаж (X, Y, Z), використовуючи таблиці поправок до інклінометрії. Ці таблиці використовуються для введення поправок до альтитуди свердловин (для «переміщень» свердловин) у припущенні наявності похибок інклінометрії за результатами аналізу структурних поверхонь і флюїдних контактів.
- Координати пластоперетинів, розраховані маркшейдерською службою, використовуються для контролю пластоперетинів, розрахованих у проекті після кореляції пластів, а також для створення штучних вертикальних свердловин в моделі, коли відсутні дані інклінометрії. В цьому випадку координати усть приймаються рівними координатам пластоперетинів, а альтитуди — сумі альтитуд і подовжень на покрівлю пласта.

При порівнянні координат пластоперетинів треба мати на увазі, що алгоритми розрахунку траєкторій свердловин за інформацією про кути і азимутах в різних програмах можуть відрізнятися.
- Стратиграфічні розбивки, розраховані геологом в проекті — використовуються як основа при формуванні структурного каркасу.
- Криві геофізичних досліджень у свердловинах (ГДС) — використовуються для кореляційних побудов, виділення літотипів, оцінки характеру насичення і ФЄВ, прив'язки даних сейсморозвідки.
- Відбиття флюїдних контактів в свердловинах використовуються для побудови карт флюїдних контактів і геометризації покладів. Інтервали перфорації, результати випробувань і роботи свердловин, гідродинамічного каротажу використовуються для обґрунтування та коригування положення флюїдних контактів.
- Дати буріння і введення свердловин доексплуатації, карти накопичених відборів і закачування використовуються при відборі свердловин з неспотвореним впливом розробки на величини початкової насиченості Кн.
- Кількісні (визначення Кп, Кпр, Кв) і якісні (опис)дослідження керна. Застосовуються при налаштуванні даних ГДС для подальшої масової інтерпретації, а також при створенні концептуальної моделі.
- Загальні та геологічні дані:
  - карти ефективних і нафтонасичених товщин 2D — використовуються для контролю якості побудови, і, якщо потрібно, коригування 3D моделі;
  - топоснова, полігони спеціальних дозволів, газоводяні контакти, порушення, зони заміщення і виклинювання, водоохоронних зон — використовуються як вихідні дані для двовимірної картопобудови і 3D моделювання, для контролю якості побудови і, якщо потрібно, коригування 3D моделі. Зазвичай, ця інформація зводиться на з'єднану схему вивченості, яка є базовою картою при створенні моделі;
  - текст звіту з підрахунку запасів (проектного документа), звіти по вивченню надр є тією фактологічною базою, на якій базується оцінка запасів і побудова моделі.

Як правило, дані, зібрані з різних джерел, завантажуються до програмного продукту моделювання, де створюється новий робочий проект. Більшість сучасних пакетів геологічного моделювання мають файлову організаційну структуру.
Типовий набір основних модулів найбільш розповсюджених пакетів тривимірного геологічного моделювання включає до себе модулі:
- імпорту та експорту даних,
- кореляції пластів за свердловинними даними,
- інтерпретації даних сейсморозвідки (як правило, це  виділення порушень, трасування горизонтів і побудови карт, атрибутивний аналіз, тобто «сейсміка для геологів»),
- аналіз даних (побудова крос-плотів, варіограм, гістограм),
- побудова та редагування карт, точок, полігонів,
- побудова моделі тектонічних порушень,
- побудова структурно-стратиграфічного каркаса,
- осереднення свердловинних даних на сітку,
- літологічне моделювання,
- петрофізичне моделювання,
- підрахунок запасів,
- планування свердловин,
- аналіз невизначеностей і ризиків,
- калькулятор (кубів, карт, каротажних кривих, атрибутів),
- оформлення звітної графіки.

При необхідності в цей набір включають модуль моделювання тріщинуватості. Модуль інтерпретації каротажних кривих, як правило, в цей набір не входить. Інтерпретацію каротажних кривих зазвичай виконують петрофізики в окремому спеціалізованому пакеті.
Як правило, межі ділянки моделювання в плані вибираються на основі вихідних даних — на 1,5-2 км ширше кордонів зовнішнього контуру нафтоносності або меж ліцензії.
Вибір меж моделювання в розрізі визначається, з одного боку, цільовим геологічним завданням і умовами гірничого відводу, з іншого — можливостями використовуваної техніки та програмного пакета. У деяких випадках, після вивчення гідродинамічних процесів, виникає необхідність моделювання сусідніх вище або нижчезалеглих пластів, навіть якщо вони водоносні.